# Dureil
Dureil é uma comuna francesa na região administrativa do País do Loire, no departamento de Sarthe. Estende-se por uma área de 8.1 km². Em 2010 a comuna tinha 72 habitantes (densidade: 8,9 hab./km²).